# 阿尔伯特·爱因斯坦奖

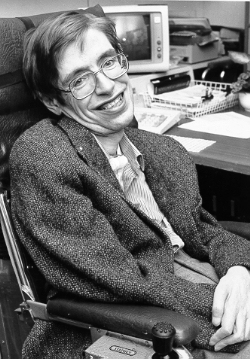
史蒂芬·霍金于1978年获得该奖项。

阿尔伯特·爱因斯坦奖（英語：Albert Einstein Award）是一个理论物理学奖项，它旨在奖赏自然科学领域的杰出成就，由刘易斯和罗莎·斯特劳斯纪念基金赞助。它被设立以纪念阿尔伯特·爱因斯坦的70岁生日，并于1951年首次颁奖。奖励包括由雕塑家吉尔罗伊·罗伯茨设计的金质奖章和15,000美元的奖金。 奖金数目后来减少到5 000美元。 获奖者由普林斯顿高等研究院的评选委员会选出（最初包括爱因斯坦，奥本海默。冯·诺伊曼和外尔） 路易斯·L·施特劳斯曾担任研究院的理事。
阿尔伯特·爱因斯坦奖有时被错误地称为阿尔伯特·爱因斯坦奖章，因为它的奖励包含一枚金质奖章。 它被纽约时报的称为"在美国同类奖项中的最高奖"。 有些人认为它"等价于诺贝尔奖"。

## 获奖者
| 年份 | 获奖者                      | 参考资料 |
| ---- | --------------------------- | -------- |
| 1951 | 库尔特·哥德尔 朱利安·施温格 | [ 7 ]    |
| 1954 | 理查德·费曼                 |          |
| 1958 | 爱德华·泰勒                 | [ 8 ]    |
| 1959 | 威拉德·利比                 | [ 9 ]    |
| 1960 | 利奥·西拉德                 | [ 10 ]   |
| 1961 | 路易斯·阿尔瓦雷茨           | [ 11 ]   |
| 1965 | 约翰·惠勒                   | [ 12 ]   |
| 1967 | 马歇尔·罗森布卢特           | [ 13 ]   |
| 1970 | 尤瓦尔·内埃曼               | [ 14 ]   |
| 1972 | 尤金·维格纳                 | [ 15 ]   |
| 1978 | 斯蒂芬·霍金                 | [ 16 ]   |
| 1979 | 图里奥·雷吉                 | [ 17 ]   |